# Sunt plecat în oraș
Sunt plecat în oraș sau O răpire cu bucluc (titlu original: Baby's Day Out) este un film american din 1994 regizat de Patrick Read Johnson. Este creat în genurile film de familie, comedie dramatică de aventuri. Rolurile principale au fost interpretate de actorii Joe Mantegna, Lara Flynn Boyle, Joe Pantoliano și Brian Haley. Scenariul este scris de John Hughes și prezintă răpirea unui copil bogat de trei infractori, scăparea sa ulterioară și aventura prin Chicago urmărit de cei trei.
Filmul Sunt plecat în oraș a fost lansat la 1 iulie 1994 de către 20th Century Fox în Statele Unite și este considerat unul din filmele cu cele mai mari pierderi la box office, cu încasări de 16,7 milioane de dolari la un buget de 48 de milioane de dolari, de asemenea nu a fost apreciat de criticii de film. În ciuda acestui fapt, s-a bucurat de o popularitate extraordinară în India și alte țări sud-asiatice, fiind refăcut de două ori.

## Prezentare
Bennington Austin "Bink" Cotwell IV (Adam Robert și Jacob Joseph Worton) își adoră părinții Laraine (Lara Flynn Boyle) și Bennington (Matthew Glave). El locuiește într-un conac imens într-o suburbie a orașului Chicago și este pe cale să apară în paginile sociale ale unui ziar. Trei răpitori prostănaci – Edgar "Eddie" Mauser (Joe Mantegna), Norbert "Norby" LeBlaw (Joe Pantoliano) și Victor "Veeko" Riley (Brian Haley) –, principalii antagoniști, se deghizează ca fotografi ai ziarului respectiv și îl răpesc pe Bink. După răpire, au dificultăți să-l controleze. Norby încearcă să-l facă pe Bink să doarmă citind cartea preferată a lui Bink, "Baby's Day Out". Dar Norby adoarme el și îl lasă pe Bink nesupravegheat. Privind spre carte, Bink vede o pasăre pe pagină și apoi la fereastră. El o urmărește și scapă cu succes de răpitorii săi, în timp ce Eddie cade din clădire într-un coș de gunoi.
Cei de la FBI vin la conac, conduși de Dale Grissom (Fred Dalton Thompson) și încearcă să găsească indicii despre răpire împreună cu părinții lui Bink și cu drăgălașa sa dădacă, Gilbertine (Cynthia Nixon). Între timp, Bink, care este afară și se târăște, găsește o altă parte din cartea sa - autobuzul albastru, în care mai apoi se urcă. Răpitorii își dau seama că le scapă și încearcă să prindă autobuzul cu camioneta lor, dar eforturile lor sunt în zadar. Între timp, în autobuz, Bink se târăște în punga unei doamne obeze (Robin Baber). Aceasta coboară din autobuz la scurt timp după aceea. Când cei trei prind autobuzul, își dau seama că Bink a dispărut și o urmăresc pe doamna care a coborât. Răpitorii intră în conflict cu aceasta, în timp ce Bink se târăște până la o ușă rotativă de la intrarea într-un magazin universal și este tras spre interior de mișcarea acesteia. 
În magazinul Marshall Fields, Bink este oprit de un lucrător (Dawn Maxey) care crede că este un alt copil care a scăpat de acolo. Mai târziu, el scapă de magazin și în cele din urmă se târăște prin trafic după o plimbare cu taxiul. Răpitorii încearcă să-l urmărescă, dar continuă să se rănească în tot acest proces pe măsură ce se îndreaptă spre grădina zoologică a orașului. Ei sunt șocați să-l găsească lângă o gorilă, care își dezvăluie partea maternă și nu-l rănește. Răpitorii încearcă să-l recupereze, dar gorila îi observă și-i atacă.  
Răpitorii în cele din urmă scapă și-l prind pe Bink în parcul grădinii zoologice, dar apar doi ofițeri de poliție prietenoși, care au observat că motorul camionului lor încă mai funcționează. În timpul conversației, Eddie îl ascunde pe Bink sub haina lui în poală, dar ajunge la bricheta lui Eddie, îi dă foc și se strecoară imediat după ce ofițerii au plecat. Veeko stinge incendiul apăsând în mod repetat pe bustul lui Eddie. Ei îl urmăresc apoi pe Bink într-un șantier de construcții, dar nu reușesc să-l prindă. Veeko cade de pe clădire într-un camion de gunoi, Norby se prăbușește într-o cuvă de ciment umed și Eddie rămâne blocat pe brațul unei macarale după ce anterior a fost acoperit cu adeziv. Soarele asfințește în timp ce Bink părăsește șantierul de construcții. Răpitorii reușesc să scape, dar să decidă să renunțe și să plece acasă.
Părinții lui Bink sunt înștiințați despre diferitele apariții ale acestuia prin oraș, iar Gilbertine deduce că el a urmărit cartea sa preferată (sau "Boo-Boo", așa cum o numește Bink) și, cel mai probabil, se va îndrepta spre casa veteranilor. Fiind siguri de acest lucru, îl găsesc acolo, dar pe drumul spre casă, el începe să strige "Boo-Boo" și arată spre apartamentul răpitorilor aflat lângă un ceas. Cei de la FBI întorc mașinile din drum și-i arestează pe răpitorii, care îi dau înapoi cartea lui Bink.
Acasă, Bink este dus la culcare de către părinții săi. Pe măsură ce discută despre fotografia sa de dimineață, Bink se trezește și se pregătește să i se citească o altă carte intitulată Baby's Trip to China ("Călătoria copilului în China").

## Distribuție
- Joe Mantegna - Edgar "Eddie" Mauser, primul răpitor
- Brian Haley - Victor "Veeko" Riley, al doilea răpitor
- Joe Pantoliano - Norbert "Norby" LeBlaw, al treilea răpitor
- Lara Flynn Boyle - Laraine Cotwell, mama lui Bink
- Matthew Glave - Bennington Austin "Bing" Cotwell III, tatăl lui Bink
- Cynthia Nixon - Gilbertine
- Fred Dalton Thompson - Dale Grissom
- John Neville - Mr. Andrews
- Robin Baber - Ursula
- Trevor Dalton - Norm
- Eddie Bracken - Veteran
- Dawn Maxey - Adolescent angajat
- Anna Thomson - Mrs. McCray
- Gemenii Adam Robert și Jacob Joseph Worton ca bebelușul Bennington Austin "Baby Bink" Cotwell IV
  - Verne Troyer - cascador dublura lui Bink

## Producție
Filmările au avut loc în Chicago, Illinois și în studioul 20th Century Fox Studios din Los Angeles, California. Cheltuielile de producție s-au ridicat la 48 milioane $.

## Lansare și primire
Premiera filmului a adus încasări de 4.044.662$ la începutul lunii iulie 1994.  A avut încasări totale de doar 16,7 milioane $. S-a clasat pe locul #83 în clasamentul celor mai bune filme din 1994.
A avut recenzii negative din partea criticilor de film și are un rating de 20% pe site-ul Rotten Tomatoes, cu 3 recenzii pozitive dintr-un total de 15.
În emisiunea Siskel & Ebert, criticul Roger Ebert a afirmat că "Baby's Day Out conține gaguri care ar putea funcționa într-un desen animat cu Baby Herman  [...], dar în lumea adevărată, cu oameni reali, taxiuri, autobuze, străzi și un copil adevărat, aceste gaguri nu sunt chiar așa de amuzante. Gemenii Worton sunt adorabili ca bebelușul Bink, totuși; audiența a gângurit prima dată când i-a văzut pe ecran." A dat filmului 1 1/2 stele.
Cu toate acestea, partenerului sau, Gene Siskel, îi plăcea filmul deoarece credea că va fi iubit pentru umorul său de către copiii mici. Hal Hinson, în Washington Post scrie: "Ritmul este rapid si eficient, dar niciodată frenetic ... aproape tot ce apare pe ecran este corect[...]"
Baby's Day Out a fost extrem de popular în Asia de Sud, mai ales în  India, Pakistan, Sri Lanka și Bangladesh.  În India, filmul a fost proiectat în cel mai mare cinematograf din Calcutta timp de peste un an. Reamintindu-și călătoria în Calcutta, Roger Ebert a afirmat: "Am întrebat dacă" Star Wars "a fost cel mai de succes film american. Nu, mi s-a spus că a fost Baby's Day Out...  Filmul a fost  refăcut de două ori, prima oară în telugu în 1995 sub titlul Sisindri și apoi în malayalam în 1999 sub titlul James Bond.

## Vezi și
- Listă de filme americane din 1994
- Listă de filme produse de 20th Century Fox
- Listă de filme de comedie din anii 1990
- Listă de filme pentru copii
- Listă de filme americane de comedie